# Дитирамб
Дитирамб (на старогръцки: διθύραμβος) – хвалебствена, тържествена песен, една от формите на старогръцката хорова лирика.
Най-старите дитирамби имали общонароден характер и според Херодот са възникнали в началото на 7 век пр.н.е. Те се пеели и танцували в съпровод на авлос, през първите дни на пролетта в чест на бог Дионисий (самата дума дитирамб е един от епитетите на този бог). Текстовете на първите дитирамби били свързани с виното, лозарството, веселието или най-често с раждането на Дионисий, като участниците се нареждали в кръг, костюмирани като сатири. Често в този ритуал пеещите и танцуващите извършвали различни оргиастични движения, които довеждат до възникването на сюжет.
Псевдоплутарх пише: „Когато се празнуват Дионисиевите празници, местните жители били облечени в еленови кожи и размахвали тирс". Древните гърци вярвали, че Дионисий се превъплъщава в различни животни и главно в сърна или елен, затова ритуалното се обличали в еленови кожи и пеели дитирамби. По този начин смятали, че се отъждествяват с почитания от тях бог. Отначало дитирамбът бил свързан с раждането на Дионисий, но по-късно и с различни митологични случки, свързани с него.
В хора, изпълняващ дитирамба, участниците били 50 мъже, които били специално избирани по певческите им способности. Първият художествен дитирамб е създаден от легендарния коринтски поет Арион (7 век пр.н.е.). По това време от хор се отделя един рецитатор, който изпълнява встъпителна песен преди самия дитирамб. По-късно (в средата на 6 век пр.н.е.) рецитаторът играе ролята на самия бог Дионисий. От развитието на диалогичната форма в дитирамба се заражда античната трагедия и сатиричната драма, а по-късно – основата на комедията.